# Sare
För andra betydelser, se Sare (olika betydelser).
Sare (baskiska: Sara) är en kommun i departementet Pyrénées-Atlantiques i regionen Nouvelle-Aquitaine i sydvästra Frankrike. Kommunen ligger i kantonen Espelette som tillhör arrondissementet Bayonne. År 2022 hade Sare 2 736 invånare.

## Befolkningsutveckling
Antalet invånare i kommunen Sare
| Referens: INSEE |